# ایستگاه تمپلتون
ایستگاه تمپلتون (انگلیسی: Templeton station) یک ایستگاه هم سطح در خط کانادا مترو ونکوور است. این ایستگاه در ریچموند، بریتیش کلمبیا، در جنوب شهر ونکوور ونکوور واقع شده‌است و در سرزمین‌های Grauer در قسمت شرقی جزیره سی ساخته شده‌است.